# Tilly (Eure)
Tilly is een gemeente in het Franse departement Eure in de regio Normandië en telt 529 inwoners (2005).
Tilly maakt deel uit van het arrondissement Les Andelys en sinds 22 maart 2015 van het kanton Les Andelys toen het kanton Écos, waar de gemeente toe behoorde, werd opgeheven.

## Geografie
De oppervlakte van Tilly bedraagt 12,4 km², de bevolkingsdichtheid is 42,7 inwoners per km².
De onderstaande kaart toont de ligging van Tilly (Eure) met de belangrijkste infrastructuur en aangrenzende gemeenten.

## Demografie
Onderstaande figuur toont het verloop van het inwonertal.